# ربوده‌شده (فیلم ۲۰۱۷)
ربوده شده (انگلیسی: Snatched) فیلمی در ژانر کمدی و اکشن به کارگردانی جاناتان لوین است که در سال ۲۰۱۷ منتشر شد. از بازیگران آن می‌توان به ایمی شومر، گلدی هان، و واندا سایکس اشاره کرد.

## داستان
امیلی میدلتون، که به‌تازگی از کارش اخراج شده و دوست‌پسر موسیقی‌دانش او را ترک کرده، مصمم است که سفری از پیش برنامه‌ریزی‌شده و غیرقابل استرداد به اکوادور را انجام دهد. مادرش، لیندا، پس از اطلاع از وضعیت رابطهٔ او از طریق شبکه‌های اجتماعی، از او می‌خواهد به خانه برگردد تا بتواند به زندگی‌اش سر و سامان دهد. امیلی به خانه برمی‌گردد و با برادرش جفری که دچار بیرون‌هراسی است، دیدار می‌کند. در ابتدا لیندا از رفتن به سفر امتناع می‌ورزد، اما در نهایت با دخترش همراه می‌شود.
در اکوادور، پس از ورود به هتل لوکس، امیلی در بار هتل با مرد خوش‌قیافه‌ای به‌نام جیمز آشنا می‌شود و رابطه‌ای میان آن‌ها شکل می‌گیرد. پس از یک شب نوشیدن و رقصیدن با جیمز، امیلی و مادرش همراه او برای یک گشت روزانه به تماشای مناظر می‌روند. در مسیر، یک ون سفید با جیپ جیمز تصادف می‌کند و مردان نقاب‌دار امیلی و لیندا را می‌ربایند. جیمز می‌گریزد، اما لیندا از همان ابتدا به او شک می‌کند که در نقشهٔ آدم‌ربایی دست داشته است. امیلی در سلولی به‌هوش می‌آید و دچار وحشت می‌شود، در حالی‌که لیندا سعی می‌کند با خواندن مجله‌های مردانه خودش را آرام کند. رهبر آدم‌ربایان، هکتور مورگادو، با جفری تماس می‌گیرد و درخواست ۱۰۰ هزار دلار پول باج می‌کند. سپس مورگادو به خواهرزاده‌اش دستور می‌دهد که این دو زن را به مکانی دیگر منتقل کند. آن‌ها موفق می‌شوند از خودرو بگریزند و در یک کامیون عبوری مخفی شوند. هنگام تعقیب، امیلی با بیل به سر خواهرزادهٔ مورگادو می‌کوبد و او را می‌کشد. رانندهٔ کامیون آن‌ها را در دل جنگل رها می‌کند.
امیلی و لیندا در میخانه‌ای در نزدیکی آن‌جا یک تلفن پیدا می‌کنند و با کارمند وزارت امور خارجه ایالات متحده به نام مورگان راسل تماس می‌گیرند و وضعیت خود را توضیح می‌دهند. مورگان به آن‌ها توصیه می‌کند که به سفارت آمریکا در بوگوتا، پایتخت کلمبیا بروند. در مسیر، با یک آمریکایی زبر و خشن به‌نام راجر سیمونز روبه‌رو می‌شوند که موافقت می‌کند به آن‌ها برای یافتن کنسولگری کمک کند. پس از صرف غذا با هم، مورگادو و افرادش آن‌ها را پیدا می‌کنند. مورگادو قصد دارد برای گرفتن انتقام مرگ خواهرزاده‌اش، امیلی و لیندا را بکشد، اما لیندا او را منحرف می‌کند و امیلی یک تفنگ نیزه‌ای را برمی‌دارد. هنگام برداشتن آن، اشتباهی ماشه را می‌کشد و تنها پسر مورگادو کشته می‌شود. آن‌ها با سیمونز سوار قایقی می‌شوند و می‌گریزند، اما خیلی زود کاپیتان قایق که از نزدیکی قایق دیگر مطلع می‌شود، آن‌ها را پیاده می‌کند.
در این میان، جفری پس از باخبر شدن از آدم‌ربایی مادر و خواهرش، با مورگان در وزارت امور خارجه تماس می‌گیرد و پیشنهاد می‌دهد که برای یافتن آن‌ها با مأموران همکاری کند. مورگان با اکراه می‌پذیرد. در کلمبیا، امیلی، لیندا و سیمونز از میان جنگل عبور می‌کنند تا این‌که سیمونز از یک صخره سقوط می‌کند و می‌میرد. بعدها، امیلی به‌دلیل آلودگی به کرم نواری بی‌هوش می‌شود. یک پزشک محلی روستایی کرم را از بدن او خارج می‌کند. در همین حین، مورگادو و افرادش دوباره آن‌ها را پیدا می‌کنند. آن‌ها یک زیپ‌لاین (طناب‌لغز) می‌بینند و تصمیم می‌گیرند برای فرار از آن استفاده کنند، اما زیپ‌لاین فقط ظرفیت یک نفر را دارد. لیندا امیلی را مجبور می‌کند که برود و خودش را جا می‌گذارد و دوباره دستگیر می‌شود.
امیلی سالم به کنسولگری ایالات متحده می‌رسد. برای نجات مادرش، از دو زن کهنه‌سرباز آمریکایی پرشور به‌نام‌های روت و بارب کمک می‌خواهد، که در اکوادور با آن‌ها آشنا شده بود. روت و بارب او را به آپارتمانی می‌برند که جیمز، که با مورگادو هم‌دست بوده، در حال بازجویی شدن است. با کمک آن دو زن، امیلی مادرش را از آپارتمان آدم‌ربایان نجات می‌دهد. آن‌ها سعی می‌کنند با کامیونی فرار کنند، اما مورگادو سر می‌رسد. درست پیش از آن‌که او امیلی را بکشد، لیندا سوت مخصوص سگش را به صدا درمی‌آورد و سگی که قبلاً تربیت کرده بود به مورگادو حمله می‌کند. مأموران وزارت خارجهٔ آمریکا نیز از راه می‌رسند و مورگادو را بازداشت می‌کنند. جفری نیز به مادر و خواهرش می‌پیوندد.
یک سال بعد، امیلی و لیندا به کوالالامپور سفر می‌کنند. مردی به امیلی نوشیدنی تعارف می‌کند، اما او رد می‌کند و همراه مادرش به رقصیدن ادامه می‌دهد.